# Матияш, Галина Доминковна
Галина Доминковна Матияш (по другим источникам — Елена Демьяновна, Анна Домениковна, Елена Домениковна, Анна Демьяновна; 1917, с. Деребчин — 1999, с. Мурафа) — звеньевая Деребчинского свеклосовхоза Министерства пищевой промышленности СССР, Герой Социалистического Труда.

## Трудовой подвиг
По итогам урожая 1947 года звено Матияш Анны Демьяновны вырастило и вручную собрало с площади 9,5 га по 37,44 ц озимой пшеницы, что стало самым высоким показателем по Джуринскому району.
Указом Президиума Верховного Совета СССР от 26 февраля 1948 года звеньевую колхоза им. Калинина с. Деребчин за получение высоких урожаев пшеницы и сахарной свеклы наградили орденом Ленина с вручением Золотой звезды Героя Социалистического Труда. Награду получила в Москве. Помимо правительственной награды премирована ценным подарком — трёхконфорочной газовой плитой, что на то время считалось роскошью для жителей села.